# Тушицка Нова Вес
Тушицка Нова Вес (слч. Tušická Nová Ves) насељено је мјесто са административним статусом сеоске општине (слч. obec) у округу Михаловце, у Кошичком крају, Словачка Република.

## Становништво
| Година:    | 1994. | 2004.   | 2014.   | 2024.   |
| ---------- | ----- | ------- | ------- | ------- |
| Број људи: | 622   | 585     | 555     | 506     |
| Разлика:   |       | -5,94 % | -5,12 % | -8,82 % |

| Година:    | 2023. | 2024.   |
| ---------- | ----- | ------- |
| Број људи: | 509   | 506     |
| Разлика:   |       | -0,58 % |

Према подацима о броју становника из 2011. године насеље је имало 562 становника.